# Mediería
La mediería es un contrato agrícola de asociación en el cual el propietario de tierras (llamado concedente) aporta una finca  rural y un agricultor (llamado mediero) aporta su trabajo y herramientas, se dividen, generalmente en partes iguales, el producto y las utilidades de la finca trabajada. La dirección de la finca rural generalmente corresponde al concedente.